# Шлюмберже, Жан (писатель)
Жан Шлюмберже, настоящие имя и фамилия Поль Конрад Николаус Иоганн Шлюмберже (фр. Jean Schlumberger; 26 мая 1877, Гебвиллер, Гранд-Эст — 25 октября 1968, Париж) — французский писатель
, поэт и журналист.

## Биография

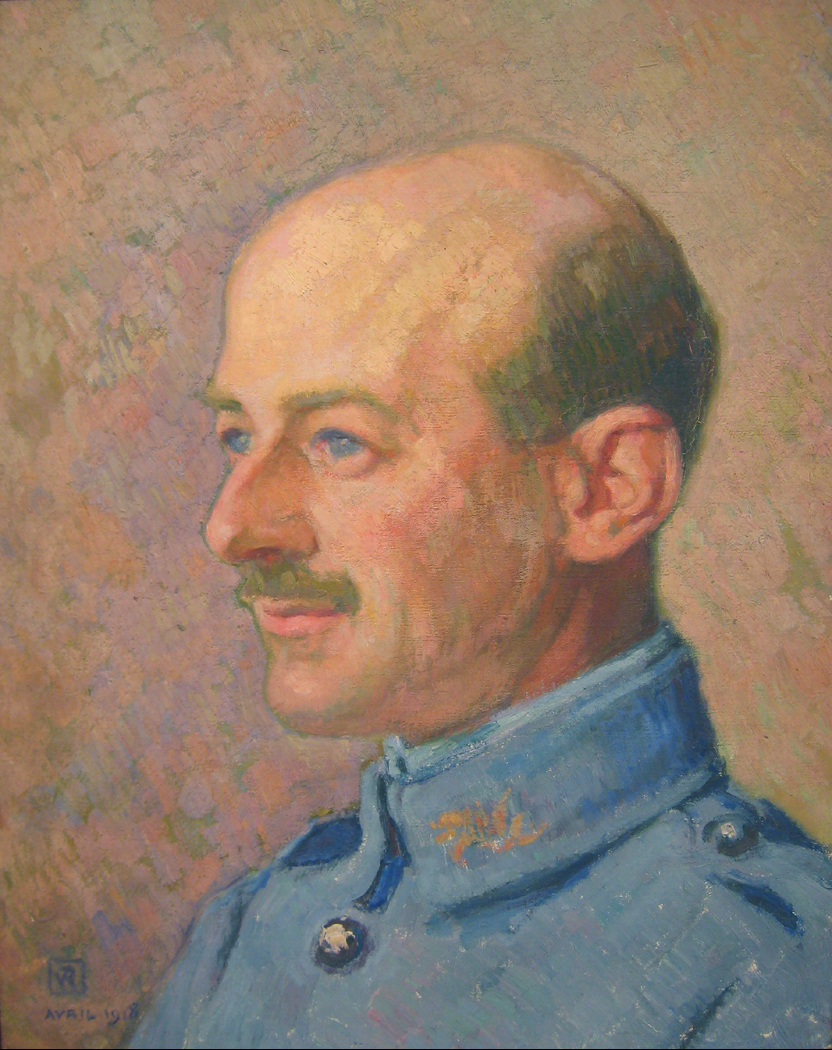
Портрет Жана Шлюмберже работы худ. Тео ван Рейссельберге. 1914 г.

Сын Поля Шлюмберже, наследника семьи текстильщиков эльзасского происхождения и Маргариты де Витт, внучки политика Франсуа Гизо.
Автор романов, пьес и сборников стихов. Вместе с Андре Жидом и Жаком Копо был в числе учредителей французского литературного журнала «La Nouvelle Revue française».
Среди его друзей были Андре Жид и известная писательница Маргерит Юрсенар.
Президент французского ПЕН-клуба (1946—1951). Член Немецкой академии языка и поэзии.
Ж. Шлюмберже было присвоено звание почётного доктора Лейденского университета (1954) вместе с Э. М. Форстером и В. ван Врисландом.

## Награды
- Большая литературная премия Французской академии (1942),
- Почётный доктор Лейденского университета (1954),
- Гран-при по литературе (1955),
- Медаль Гёте города Франкфурта (1959).

## Избранные произведения
- Poème des temples et des tombeaux (1903)
- Le mur de verre (1904)
- Heureux qui comme Ulysse (1906)
- Césaire ou la puissance de l’esprit — Théâtre (1908)
- La mort de Sparte (1910)
- Épigrammes Romaines (1910)
- L’Inquiète Paternité (1911)
- Les fils Louverné (1914)
- Un homme heureux (1920)
- Un miracle de Notre-Dame — Théâtre- (1920)
- Le bien public — Théâtre (1921)
- Le Camarade infidèle (1922)
- Le marchand de cercueil — Théâtre (1922)
- Le Lion devenu vieux (1924)
- In Memoriam (100 Ex) 1925
- Dialogues avec le corps endormi (1925)
- Traité 1 — L’Enfant qui s’accuse (1927)
- L’Amour, le Prince, la Vérité (1927)
- Les Yeux de dix-huit ans (1928)
- Saint-Saturnin (1930)
- La tentation de Tati — Théâtre 1932
- Sur les frontières religieuses (1934)
- Histoire de quatre potiers (1935)
- Plaisir à Corneille (1936)
- Essais et dialogues (1937)
- Stéphane le glorieux (1940)
- Jalons (1941)
- Théâtre (1943)
- Nouveaux jalons (1943)
- Le Procès Pétain (1949)
- Éveils (1950)
- Passion (1956)
- Madeleine et André Gide (1956)
- Œuvres (1958)